# Endocytose

Schematische voorstelling van fagocytose (links), pinocytose (midden) en receptor-gemedieerde endocytose (rechts)

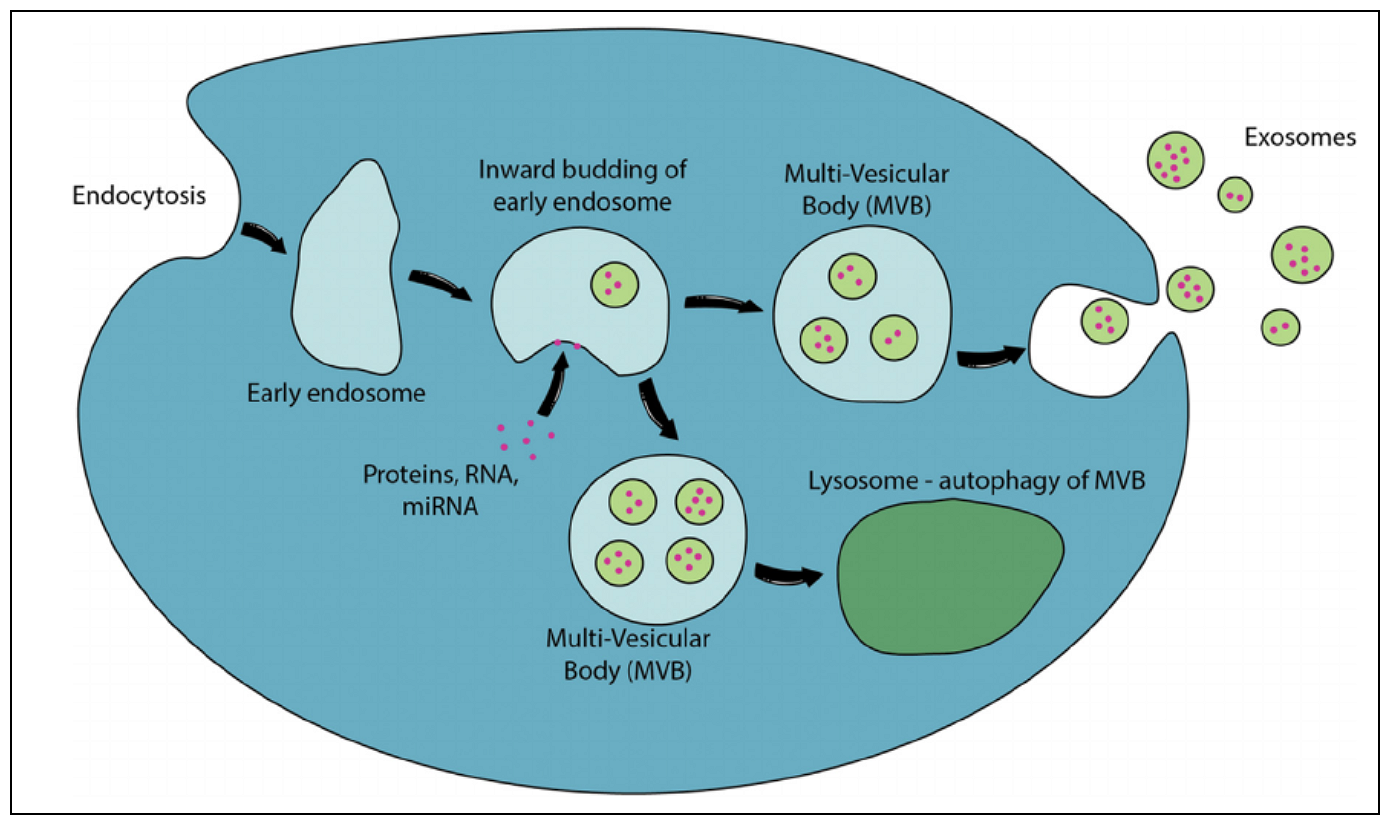
Endocytose gevolgd door opname in vesikels

Endocytose is het proces waarbij de cel stoffen opneemt die door het celmembraan worden ingesloten. Veel stoffen kunnen niet in de cel worden opgenomen doordat ze te groot of polair zijn en daardoor het celmembraan niet kunnen passeren. Alleen de stoffen die het celmembraan door mogen, worden ingesloten doordat het celmembraan verder naar binnen toe instulpt, totdat het uiteindelijk een zelfstandig blaasje (vesikel) vormt genaamd het endosoom.

## Soorten
Er bestaan drie soorten endocytose: fagocytose, pinocytose en clatrhin mediated endocytosis.
Fagocytose is een vorm van eten, maar ook een vorm van afweer tegen indringers, hier zijn speciale fagosomen voor:
- de macrofagen,
- de neutrofielen,
- de dendritische cellen.

Deze cellen zijn geschikt voor het opnemen van micro-organismen. Fagosomen kunnen naast dode cellen ook levenloze producten opnemen, zoals plastics. Ook zijn fagosomen in staat levende cellen van dode cellen te onderscheiden, hierdoor worden er geen levende opgenomen.
Pinocytose is het opnemen van vloeistoffen via kleine pinocytische blaasjes. Een voorbeeld van pinocytose is de opname van vetdruppels ter hoogte van de dunne darm.
Receptor-gemedieerde endocytose (RME; receptor mediated endocytosis) of clathrin-mediated endocytosis (CME), waarbij de vesikels bedekt worden met clathrine, is ook een vorm van endocytose, maar hiervoor moet eerst een receptor geactiveerd worden. Pas nadat dit is gebeurd worden de stoffen ingesloten door het celmembraan. Fagocytose is een continu proces in tegenstelling tot CME. CME vindt namelijk pas plaats als de receptoren geactiveerd zijn. Cholesterol helpt cellen te openen en binnen te dringen.
Het tegenovergestelde van endocytose is exocytose.